# Psyllaephagus io
Psyllaephagus io is een vliesvleugelig insect uit de familie Encyrtidae. De wetenschappelijke naam is voor het eerst geldig gepubliceerd in 1985 door Prinsloo.